# فردریک اسکات آرچر
فردریک اسکات آرچر (۱۸۱۳–۱ مه ۱۸۵۷) یک عکاس انگلیسی بود که به خاطر اختراع پروسه خاص عکاسی مشهور است. این قبل از بوجود آمدن فیلم عکاسی مدرن بود. محل تولد او شهر بیشاپس استورتفورد یا هرتفورد در ناحیه هرتفوردشر، انگلیس بود و عمدتاً بخاطر همین دستاورد منحصر به فرد عکاسی وی برای عموم مردم بیاد مانده‌است.

## زندگی‌نامه
اسکات آرچر پسر یک قصاب از هرتفورد بود که برای گذراندن دوره کارآموزی نقره‌کاری به لندن رفت. او یک مجسمه‌ساز شد و عکاسی از کالوتایپ را به عنوان راهی برای گرفتن تصاویر از مجسمه‌های خود مفید دانست. ناراضی از تعریف و کنتراست نامناسب کالوتایپ، اسکات آرچر روند جدیدی را در سال ۱۸۴۸ اختراع کرد و آن را در مارس ۱۸۵۱ در مجله شیمی‌دان منتشر کرد، این طرح جدید عکاسان را قادر می‌ساخت تا جزئیات خوب داگرئوتایپ را با توانایی چاپ چندین نسخه کاغذی مانند کالوتایپ ترکیب کنند و در واقع این هدیه‌ای بود به دنیای عکاسی.

## درگذشت
اسکات آرچر فقیر درگذشت، زیرا از آنجا که نتوانست شیوه کار کلودون را تثبیت کند، پول بسیار کمی از آن بدست آورد. یک آگهی ترحیم او را به عنوان «یک آقایی بسیار نامشخص، با سلامتی ضعیف» توصیف کرد. خانواده وی پس از مرگش ۷۴۷ پوند هدیه دریافت کردند که از طریق اشتراک عمومی تأمین شد و همچنین برای تأمین هزینه سه فرزند وی پس از مرگ مادرشان، مستمری کمی نیز تأمین شد. انجمن عکاسی سلطنتی مجموعه کوچکی از عکس‌های اسکات آرچر را در اختیار دارد، بعضی از کارهای او نیز در موزه ویکتوریا و آلبرت نگهداری می‌شوند. آرچر در گورستان کنسال گرین در لندن، قطعه W10 به خاک سپرده شده‌است.

## نگارخانه

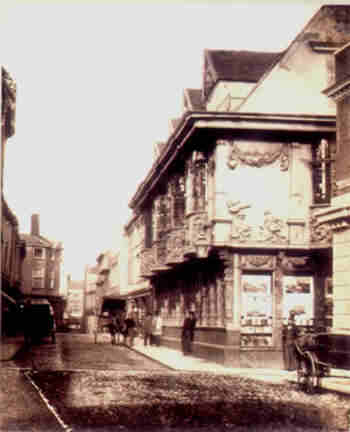
عکاسی فردریک آرچر از «خانه گنجشک» در ایپسوییچ، سافک
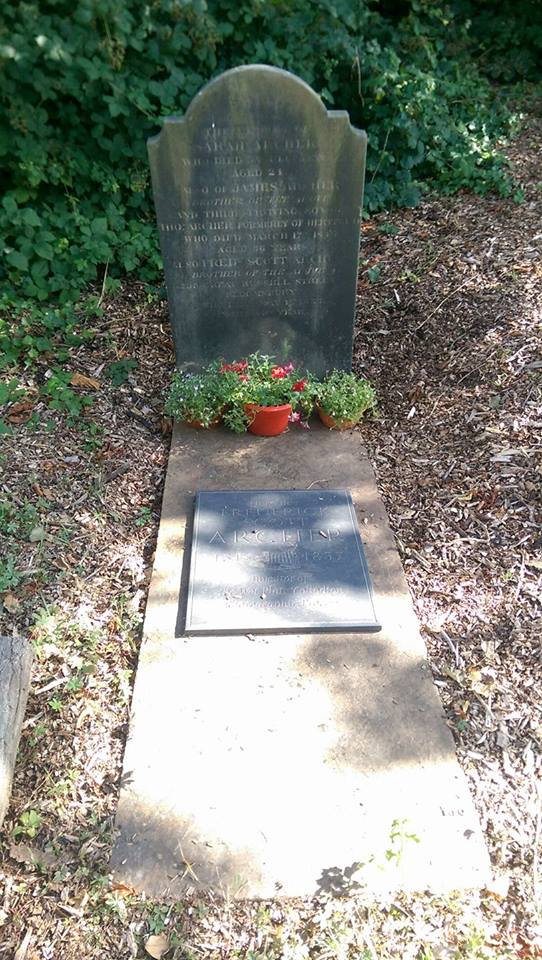
مقبره فردریک آرچر در گورستان کنسال گرین